# اووه پرایسلر
اووه پرایسلر (انگلیسی: Uwe Preißler؛ زادهٔ ۱۷ ژوئن ۱۹۶۷) دوچرخه‌سوار اهل جمهوری دمکراتیک آلمان است.
وی در مسابقات کشوری و بین‌المللی در مجموع برندهٔ ۱ مدال نقره شده‌است.